# Ho-Chunk
Os Hocãk, também conhecido como Hoocągra ou Winnebago, são um povo indígena da América do Norte, da família linguística sioux (idioma winnebago) e da região cultural e geográfica dos Grandes Lagos. Hoje em dia, há duas tribos reconhecido no nível federal dos EUA: Ho-Chunk Nation of Wisconsin e Winnebago Tribe of Nebraska.  
1. ↑  Pritzker, 475